# Porphyrinia taftana
Porphyrinia taftana là một loài bướm đêm trong họ Noctuidae.